# Fordampning
Fordampning (også evaporation af latin evaporo = "jeg lukker damp ud") bruges om fordampning fra alle slags flader, men især om fordampningen fra jord- og vandoverflader. Modsat transpiration, der – ud over henvisning til personlig hygiejne – drejer sig specielt om planters fordampning. Den samlede fordampning fra jord og planter hedder evapotranspiration.